# Muchaku
Muchaku (ur. 1243, data śmierci nieznana) – buddyjska mniszka japońska, mistrzyni zen.
Jej świeckie nazwisko brzmiało Chiyono. Pochodziła z Akity. Była mężatką i urodziła córkę. Gdy miała 34 lata zmarł jej mąż.
Wkrótce została mniszką i uczennicą chińskiego mistrza chan działającego w Japonii Foguanga Zuyuana (jap. Bukkō Sogen) (1226–1286), znanego także jako Wuxue Zuyuan (jap. Mugaku Sogen).
Pewnego dnia, gdy napełniała swą emaliowaną miseczkę na kwiaty wodą spływającą w dolinę strumienia, wypadło dno miseczki. Muchaku widząc przelatującą wodę doznała głębokiego intuicyjnego wglądu. Napisała wtedy wiersz, który przedstawiła mistrzowi.
Bukkō Kokushi (jap. Nauczyciel Narodowy – honorowy tytuł; z chiń. guoshi) dał jej wtedy klasyczny kōan (z chiń. Koan) Trzy bramy Huanglonga (zob. Huanglong Huinan) i drobiazgowo sprawdzał jej intuicyjne zrozumienie. 
W czasie następnej rozmowy osobistej, nauczyciel przekazał jej szatę i miski, czyli zatwierdził jako spadkobiercę Dharmy.
Słynna rodzina Uesugi wybudowała dla niej świątynię w Kioto, gdzie została pierwszą nauczycielką.
Chociaż od cesarzowej Danrin w IX w. było wiele Japonek praktykujących zen, to Muchaku jest uważana za pierwszą mniszkę, która otrzymała pełną aprobatę nauczyciela w linii zen od Szóstego Patriarchy Huinenga.

## Linia przekazu Dharmy
- 52/25. Songyuan Chongyue (1139–1209)

- 53/26. Wuming Huixing (bd)

- 54/27/1. Lanxi Daolong (1213–1278) Japonia. Szkoła rinzai. Opat Kenchō-ji

- 53/26. Yun’an Puyan (1156–1226)

- 54/27. Xutang Zhiyu (1189–1269)

- 55/28/1. Nampo Jōmyō (1235–1309) Japonia. Szkoła rinzai.

- 52/25. Po’an Zuxian (1136–1211)

- 53/26. Wuzhun Yuanzhao (1177–1249)

- 54/27. Wuxue Zuyuan (1226–1286) (także Foguang)

- 55/28/1. Kōhō Kennichi (1241–1316)) Japonia.
- 55/28/1. Kian Soen (1261–1313)) Japonia.
- 55/28/1. Muchaku (ur. 1243) Japonia. Mniszka
- 55/28/1. Hōjō Tokimune (1251–1284) Japonia.
- 55/28/1. Ichiō Inkō (1210–1281)Japonia
- 55/28. Wu’an Puning (1197–1276)

- 56/29/1. Hōjō Tokiyori (1227–1263) Japonia

- 55/28/1. Enni Ben’en (1201–1280) Japonia
- 55/28. Wanji Xingmi (bd)

- 56/29. Yishan Yining (1217–1317)

- 57/30/1. Kokan Shiren (1278–1346) Japonia
- 57/30/1. Sesson Yūbai (1290–1346) Japonia